# 塞繆爾·克萊門特·布萊德福
塞繆爾·克萊門特·布萊德福（英語：Samuel C. Bradford，1878年1月10日—1948年11月13日）是一位英國著名圖書館員與科學文獻分類專家，創立了布萊德福定律。他也是創立英國國際書目學社（British Society for International Bibliography）的發起人。他相當支持通用十進制圖書分類法（UDC），主張全球都該採用此方法為圖書分類。

## 生平
布萊德福出生於倫敦，在就讀大學時主修化學，後來得到倫敦大學科學博士學位。他在1899年進入科學博物館的圖書館工作，一路升任至館長，任內致力使該館成為英國的國家科學圖書館與歐洲最大的科學文獻中心。此外他也在1927年發起成立英國國際書目學社，並相當支持負責修訂、發展通用十進制圖書分類法的國際目錄研究所（今國際文獻學聯盟前身）。1938年退休後，他又曾先後擔任英國國際書目學社社長、國際文獻學聯盟副會長及隸屬該聯盟之國際分類委員會主席。
他在1948年將發表過的文獻學相關論文輯成《文獻學》（Documentation）一書，於同年病逝。